# Jaskrzyn

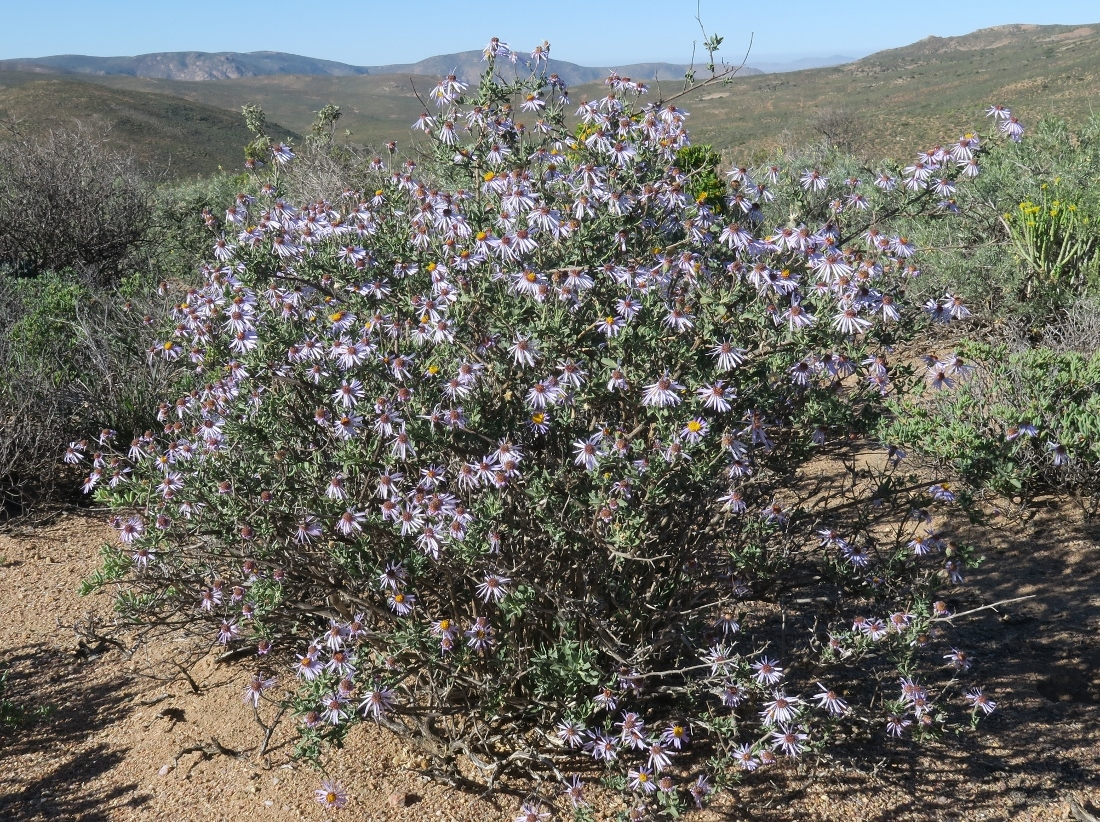
Felicia dregei

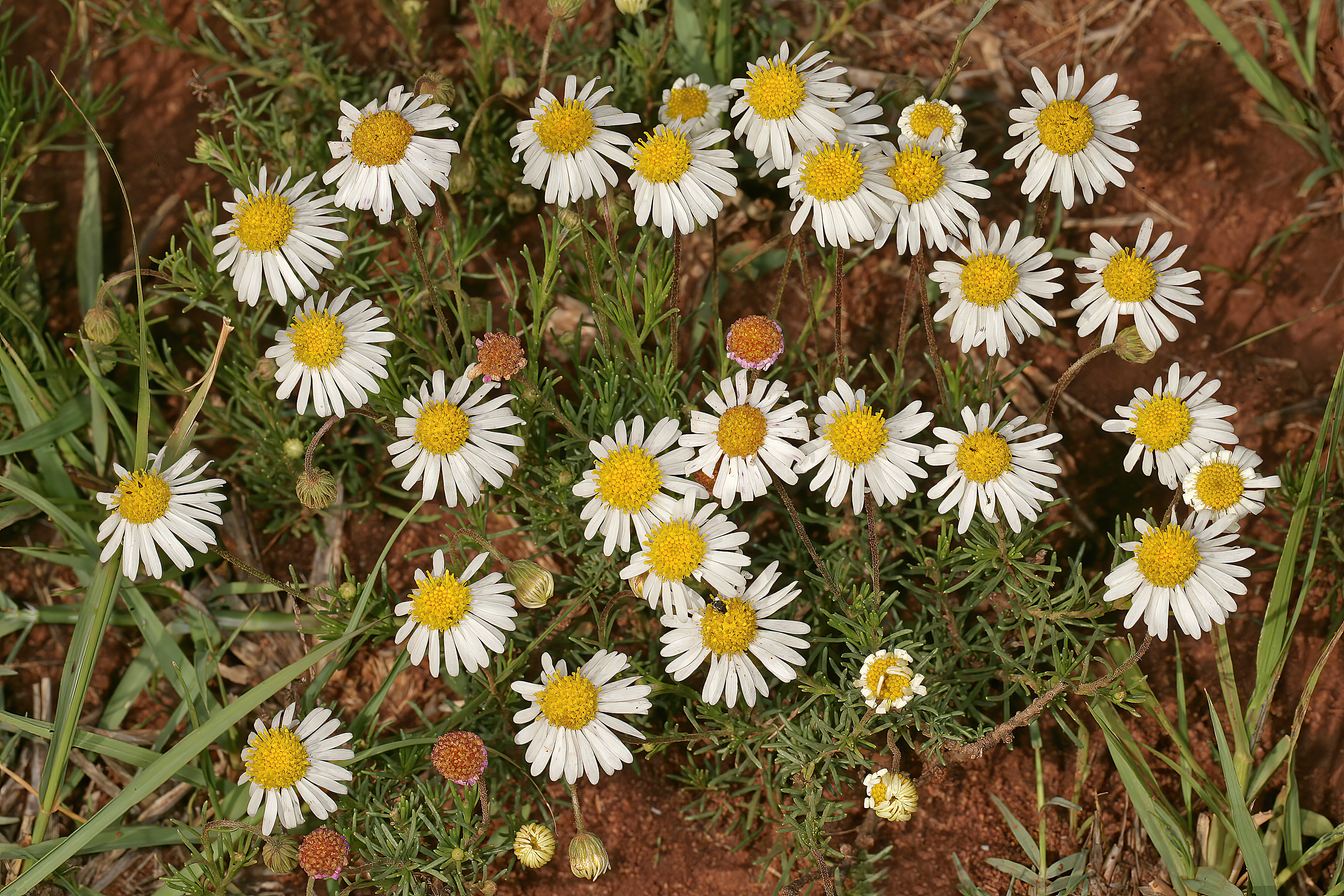
Felicia muricata

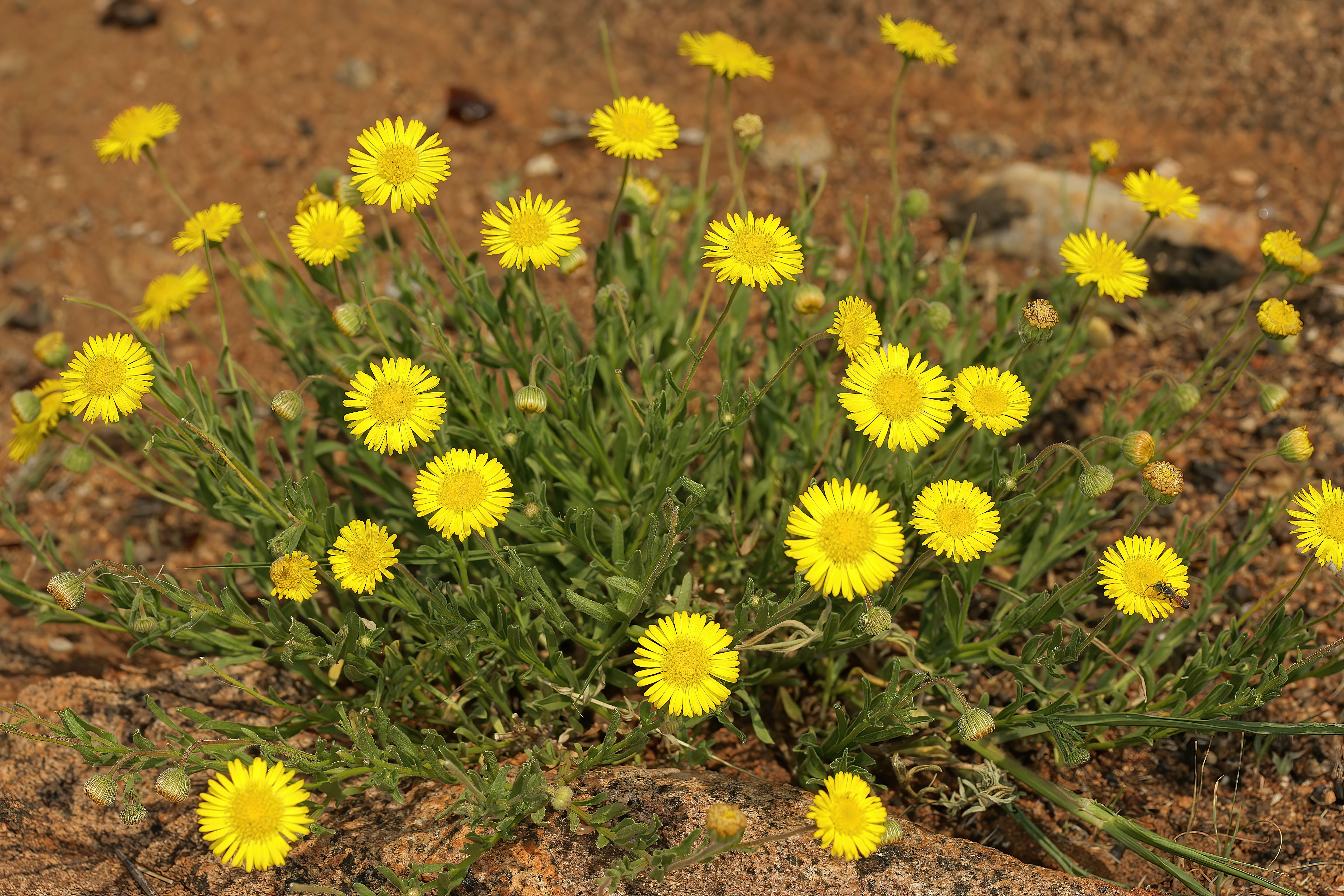
Felicia mossamedensis

Jaskrzyn, szczęstka (Felicia Cass.) – rodzaj roślin z rodziny astrowatych. Obejmuje ok. 85–87 gatunków. Większość występuje w południowej Afryce (zwłaszcza w Kraju Przylądkowym), nieliczne sięgają na północ do środkowej Afryki, a jeden rośnie także na Półwyspie Arabskim. 
Liczne gatunki uprawiane są jako rośliny ozdobne. Do najbardziej popularnych należą: jaskrzyn nadrzeczny Felicia amelloides i Felicia bergeriana. Walorami tych roślin jest bardzo obfite i długotrwałe kwitnienie – w łagodnym ciepłym klimacie potrafią kwitnąć niemal cały rok.
Nazwa naukowa rodzaju (nadana w 1818) pochodzić ma od niemieckiego urzędnika z Ratyzbony o nazwisku Felix (zmarłego w 1846), ale też jego geneza tłumaczona jest jako odmienione łacińskie słowo felix (felicis) oznaczające „szczęśliwy, wesoły”.

## Morfologia
PokrójZielne rośliny jednoroczne i byliny oraz niewielkie krzewy. Pędy często wrzosopodobne, nagie lub owłosione, miękko lub szczeciniasto, często z przewodami żywicznymi. Łodygi czasem zygzakowato powyginane.
LiścieZazwyczaj skrętoległe, rzadziej częściowo naprzeciwległe lub skupione w rozecie przyziemnej, zwykle siedzące lub z oskrzydlonym ogonkiem. Blaszka cienka lub skórzasta, równowąska do eliptycznej, zwykle całobrzega.
KwiatyZebrane w pojedyncze, szczytowe, rozwijające się zwykle na długich szypułach koszyczki. Okrywy są półkuliste do walcowatych, z 3–4 rzędami listków (według niektórych źródeł zwykle z dwoma). Listki okrywy podobnej wielkości lub zmniejszające się, równowąskolancetowate, ciemnozielone wzdłuż osi, łuskowato obłonione na brzegu. Brzeżne kwiaty języczkowe są żeńskie, rosną w jednym rzędzie, rzadko ich brak, zwykle są liczne. Mają zwykle barwę niebieską lub fioletową, rzadziej białą lub żółtą. We wnętrzu koszyczka występują zawsze żółte kwiaty rurkowe, męskie lub obupłciowe, o rurce wąskiej, w górze lejkowatej, z 5 łatkami trójkątnymi lub lancetowatymi, rozpostartymi lub podwijającymi się.
OwoceNiełupki eliptyczno-jajowate, spłaszczone, z bocznymi żebrami, często owłosione. Puch kielichowy w postaci jednego rzędu licznych włosków lub ości, trwałych lub odpadających.

## Systematyka
Pozycja systematyczna
Rodzaj z rodziny astrowatych (Asteraceae), podrodziny Asteroideae i plemienia Astereae. Do najbliższych krewnych tego rodzaju należą endemiczne dla Wyspy Świętej Heleny rodzaje Commidendrum i Melanodendron.
Wykaz gatunków
- Felicia abyssinica Sch.Bip. ex A.Rich.
- Felicia aculeata Grau
- Felicia aethiopica (Burm.f.) Grau
- Felicia alba Grau
- Felicia amelloides (L.) Voss – jaskrzyn nadrzeczny[5]
- Felicia amoena (Sch.Bip.) Levyns
- Felicia annectens (Harv.) Grau
- Felicia anthemidodes (Hiern) Mendonça
- Felicia australis (Alston) E.Phillips
- Felicia bampsiana Lisowski
- Felicia bechuanica Mattf.
- Felicia bellidioides Schltr.
- Felicia bergeriana (Spreng.) O.Hoffm. ex Zahlbr.
- Felicia boehmii O.Hoffm.
- Felicia brevifolia (DC.) Grau
- Felicia burkei L.Bolus
- Felicia caespitosa Grau
- Felicia cana DC.
- Felicia canaliculata Grau
- Felicia clavipilosa Grau
- Felicia comptonii Grau
- Felicia cymbalariae (Aiton) Bolus & Wolley-Dod ex Levyns
- Felicia cymbalarioides (DC.) Grau
- Felicia dentata (A.Rich.) Dandy
- Felicia denticulata Grau
- Felicia deserti Schltr. ex Grau
- Felicia diffusa (DC.) Grau
- Felicia douglasii J.C.Manning & Magee
- Felicia drakensbergensis J.M.Wood & M.S.Evans
- Felicia dregei DC.
- Felicia dubia Cass.
- Felicia ebracteata Grau
- Felicia echinata (Thunb.) Nees
- Felicia elongata O.Hoffm. ex Zahlbr.
- Felicia ericifolia (Forssk.) Mendonça
- Felicia erigeroides DC.
- Felicia esterhuysenii Grau
- Felicia fascicularis DC.
- Felicia ferulacea Compton
- Felicia filifolia (Vent.) Burtt Davy
- Felicia flava Beentje
- Felicia fruticosa (L.) G.Nicholson
- Felicia grantii (Oliv. & Hiern) Grau
- Felicia gunillae B.Nord.
- Felicia heterophylla (Cass.) Grau
- Felicia hirsuta DC.
- Felicia hirta (Thunb.) Grau
- Felicia hispida (DC.) Grau
- Felicia hyssopifolia Nees
- Felicia josephinae J.C.Manning & Goldblatt
- Felicia joubertinae Grau
- Felicia linearis N.E.Br.
- Felicia linifolia (Harv.) Grau
- Felicia macrorrhiza DC.
- Felicia martinsiana S.Ortiz
- Felicia merxmuelleri Grau
- Felicia microcephala Grau
- Felicia microsperma DC.
- Felicia minima (Hutch.) Grau
- Felicia monocephala Grau
- Felicia mossamedensis (Hiern) Mendonça
- Felicia muricata (Thunb.) Nees
- Felicia namaquana (Harv.) Merxm.
- Felicia nigrescens Grau
- Felicia nordenstamii Grau
- Felicia odorata Compton
- Felicia oleosa Grau
- Felicia ovata (Thunb.) Compton
- Felicia petiolata N.E.Br.
- Felicia puberula Grau
- Felicia quinquenervia (Klatt) Grau
- Felicia rogersii S.Moore
- Felicia rosulata Yeo
- Felicia scabrida (DC.) Range
- Felicia serrata (Thunb.) Grau
- Felicia smaragdina (S.Moore) Merxm.
- Felicia stenophylla Grau
- Felicia tenella (L.) Nees
- Felicia tenera (DC.) Grau
- Felicia tsitsikamae Grau
- Felicia uliginosa (J.M.Wood & M.S.Evans) Grau – jaskrzyn bagienny[5], szczęstka bagienna[6]
- Felicia venusta S.Moore
- Felicia welwitschii (Hiern) Grau
- Felicia westiae (Fourc.) Grau
- Felicia whitehillensis Compton
- Felicia wrightii Hilliard & B.L.Burtt
- Felicia zeyheri Nees

## Uprawa
Rośliny wymagają ochrony przed przymrozkami, do gruntu sadzone są gdy minie ryzyko ich wystąpienia (nieliczne gatunki mogą zimować w gruncie w klimacie umiarkowanym). Wymagają stanowisk słonecznych, nadają się do uprawy pojemnikowej. Podłoże powinno być mineralne i przepuszczalne. Rozmnażane są za pomocą nasion (sianych wiosną), przez podział kęp i przez sadzonki zielne (późnym latem i jesienią). Usuwanie przekwitających kwiatostanów sprzyja przedłużaniu kwitnienia.